# Епархия Элфина
Епархия Элфина (лат. Dioecesis Elphinensis, ирл. Deoise Ail Finn) — диоцез Римско-католической церкви, в составе митрополии Туама на западе Ирландии. По состоянию на 2016 год клир епархии насчитывает 80 священников (63 епархиальных и 17 монашествующих). С 2014 года епископом является Кевин Доран.
Кафедральный собор — храм Непорочного Зачатия Пресвятой Девы Марии в Слайго.

## Территория
Епархия охватывает графство Уэстмит и часть графств Роскоммон, Слайго и Голуэй. Кафедра епископа изначально находилась в Элфине, графство Роскоммон, однако во второй половине XIX века была перемещена в Слайго. Самыми большими городами являются Атлон, Бойл, Каслрей, Роскоммон и Слайго.

## История
Престол в Элфине возник на заре распространения христианства в Ирландии во второй половине V века (миссия святого Патрика). Святой Патрик основывал монашеские поселения, и одно из таких поселений было образовано и в Элфине (тогда известном как Коркохлан) в 434 или 435 году. Первым игуменом-епископом монашеского поселения был святой Асик, который по преданию выполнял для святого Патрика работы по железу. Святой Асик теперь является покровителем епархии. 
Епархия была официально сформирована на синоде в Рэтбрессиле в 1111 году. Собор был освящён во имя Пресвятой Девы Марии.
После английской Реформации в XVI веке собор в Элфине и многие монастыри были разрушены. Лишь в 1874 году тогдашний епископ Лоуренс Гиллули решил восстановить собор в городе Слайго.